# Agence pour le commerce international
Pour les articles homonymes, voir ITA.
L'Agence pour le commerce international (en anglais, International Trade Administration ou ITA) est une institution fédérale des États-unis créée en 1980 qui dépend du ministère du Commerce. Lobby important, son but est de promouvoir les exportations américaines de biens et de services non agricoles.

## Objectifs et organisation de l'agence
Les objectifs de l'Agence américaine pour le commerce international sont de fournir aux producteurs américains des informations sur les marchés et les produits étrangers, de garantir l'accès aux marchés étrangers en vertu des accords commerciaux déjà signés, et de lutter contre les importations sous-évaluées ou subventionnées. 
L'Agence est organisée en trois services : l'industrie et l'analyse (I&A), marchés mondiaux (GM) et l'application et la conformité (E&C). 
Le Service d'aide au commerce, par le biais de son programme de partenariat stratégique, conclut de nombreux accords de partenariat public-privé (banques, organisations juridiques, transport et logistique, organisation d'événements, gestion des risques commerciaux), et en particulier avec l'éditeur de Commercial News USA, le magazine officiel de promotion des exportations du ministère américain du Commerce.  

## Histoire
L'Agence pour le commerce international a été créée le 2 janvier 1980 et est dirigée par le sous-ministre du commerce pour le commerce international, principal conseiller du ministre du Commerce pour les importations et les exportations américaines.  
Le sous-ministre est nommé par la présidence des États-Unis avec l'aval du Sénat américain. En 2020, Joseph C. Semsar est sous-ministre par intérim.

### Liste des sous-ministres
| Nom                    | Début            | Fin             | Mandature      |
| ---------------------- | ---------------- | --------------- | -------------- |
| Robert E. Herzstein    | 1980             | 1981            | Jimmy Carter   |
| Lionel H. Olmer        | 1981             | 1985            | Ronald Reagan  |
| S. Bruce Smart         | 1985             | 1987            | Ronald Reagan  |
| W. Allen Moore         | 1987             | 1989            | Ronald Reagan  |
| J. Michael Farren      | 1989             | 1992            | George HW Bush |
| Timothy Hauser         | 1992             | 1993            | George HW Bush |
| Jeffrey Garten         | 1993             | 1995            | Bill Clinton   |
| David Rothkopf         | 1995             | 1996            | Bill Clinton   |
| Timothy Hauser         | 1996             | 1996            | Bill Clinton   |
| Stuart E. Eizenstat    | Avril 1996       | 6 juin 1997     | Bill Clinton   |
| David L. Aaron         | 1997             | 2000            | Bill Clinton   |
| Robert LaRussa         | 2000             | 2001            | Bill Clinton   |
| Timothy Hauser         | 2001             | 2001            |                |
| Grant D. Aldonas       | 2001             | 2005            | George W. Bush |
| Rhonda Keenum          | 25 mai 2005      | 20 mars 2007    | George W. Bush |
| Timothy Hauser         | 2005             | 2005            | George W. Bush |
| Peter Lichtenbaum      | 2005             | 2005            | George W. Bush |
| Frank Lavin            | 2005             | 2007            | George W. Bush |
| Michelle O'Neill       | 2007             | 2007            | George W. Bush |
| Christopher A. Padilla | 19 décembre 2007 | 20 janvier 2009 | George W. Bush |
| Frank Sanchez          | 29 mars 2010     | Novembre 2013   | Barack Obama   |
| Kenneth E. Hyatt       | 2013             | 2014            | Barack Obama   |
| Stefan M. Selig        | 4 juin 2014      | Juin 2016       | Barack Obama   |
| Kenneth E. Hyatt       | 2016             | 2018            | Barack Obama   |
| Gilbert B. Kaplan      | 20 mars 2018     | Titulaire       | Donald Trump   |

## Voir également
- Aspects des droits de propriété intellectuelle qui touchent au commerce
- Cycle de Doha
- Système généralisé de préférences
- Bureau du représentant commercial des États-Unis
- Organisation mondiale du commerce